# اسقف‌نشین اکستر
اسقف‌نشین اکستر (انگلیسی: Diocese of Exeter) بخشی تشکیل دهنده از استان کانتربری کلیسای انگلستان در کشور انگلستان است. این اسقف‌نشین که در سال ۹۰۹ میلادی تاسیس و در سال ۱۰۵۰ به نام فعلی تغییر نام داده شده است شامل ۶۲۵ کلیسا می‌باشد و مرکز آن کلیسای جامع اکستر است.